# Parazilia strandi
Genre
Espèce
Parazilia strandi, unique représentant du genre Parazilia, est une espèce d'araignées aranéomorphes de la famille des Tetragnathidae.

## Distribution
Cette espèce est endémique du Congo-Kinshasa.

## Publication originale
- Lessert, 1938 : Araignées du Congo belge (Première partie). Revue de Zoologie et de Botanique Africaines, vol. 30, p. 424-457.